# Fournes-en-Weppes

Fournes-en-Weppes este o comună în departamentul Nord, Franța. În 1 ianuarie 2022 avea o populație de 2.167 de locuitori.

## Persoane
François-Marie Raoult